# Hopsin
Hopsin, de son vrai nom Marcus Jamal Hopson, né le 18 juillet 1985 à Los Angeles, en Californie, est un rappeur, producteur et acteur américain. En 2007, il signe sur le label Ruthless Records, et fonde par la suite son propre label, Funk Volume, en 2009. En 2016, Hopsin quitte Funk Volume à la suite de clashs entre lui et son cofondateur, Dame Ritter, et fonde un autre label, Undercover Prodigy. Hopsin compte cinq albums studio, Gazing at the Moonlight chez Ruthless Records, Raw, Knock Madness et Pound Syndrome chez Funk Volume, ainsi que No Shame chez Undercover Prodigy. 
Il est mieux connu pour son port de lentilles de contact blanches et sa série de clips Ill Mind of Hopsin abordant diverses sujets tels que l'influence négative que peuvent avoir les rappeurs sur les jeunes auditeurs ou une remise en question de la foi.

## Biographie

### Jeunesse
Marcus Jamal Hopson naît le 18 juillet 1985 dans le quartier de Panorama City à Los Angeles, en Californie. Il étudie à la James Monroe High School où il est placé dans des classes spécialisées. Passionné de skateboard, comme aperçu dans certains de ses clips, il commence à rapper en 2003, période durant laquelle il achète un microphone, et installe FL Studio (FruityLoops à l'époque) sur son ordinateur. En lançant sa carrière, Hopsin décide de porter des lentilles de contact afin de le différencier des autres rappeurs afro-américains. Il explique s'inspirer du style musical d'Eminem, et éprouver un grand respect pour lui.

### Emurge, Ruthless Records et Funk Volume (2003–2009)
Hopsin se lance dans son premier projet musical, Emurge en 2002 qu'il publiera localement en 2003 ; des exemplaires du projet sont difficiles à trouver, mais une version bootleg est mise en ligne en 2008. Cependant, l'album n'a jamais été officiellement publié. Hopsin signe initialement au label Ruthless Records en 2007 et enregistre son premier album en 2004. Il devient l'une des figures qui tentent de ramener l'ancienne gloire de Ruthless Records. 
Le premier single d'Hopsin, Pans In the Kitchen est publié le 28 mai 2008. L'album est auto-produit par Hopsin et ne fait participer aucun autre artiste. Cependant son premier album, Gazing at the Moonlight ne sera pas publié avant le 29 octobre 2009. Peu après la sortie de l'album, Hopsin met un terme à son contrat avec Ruthless Records par manque de compensation financière, de support et publicité. Peu avant son départ de Ruthless Records, Hopsin fonde son propre label indépendant, Funk Volume, avec Damien Ritter. SwizZz, le petit frère de Damien Ritter, l'un des anciens camarades d'Hopsin à la Monroe High, sont les premiers à signer chez Funk Volume. Avant l'annonce de Funk Volume, Hopsin et SwizZz publient une mixtape collaborative intitulée Haywire en juin 2009 pour faire la publicite du label. Hopsin voulait lui-même la mettre dans le marché, mais en a été incapable, car il était toujours sous contrat avec Ruthless Records.

### Succès etKnock Madness(2012–2013)
En janvier 2012, Hopsin participe au clip de la chanson Am I A Psycho ? de Tech N9ne, diffusé dans l'émission Sucker Free Sunday sur la chaîne américaine MTV2. En février 2012, Hopsin fait la couverture du magazine XXL et est cité dans le « Top 10 Freshmen » aux côtés de rappeurs French Montana, MGK, Danny Brown, Roscoe Dash, Iggy Azalea, Macklemore, Don Trip, et Kid Ink. En juillet 2012, Hopsin publie le cinquième volet de sa série vidéo Ill Mind of Hopsin sur YouTube. Il atteint plus d'un million de vues en moins de 24 heures et détient, en date de 2014, 50 millions de vues. Dans Ill Mind of Hopsin 5, Hopsin exprime la frustration de sa jeunesse et sa haine envers les autres rappeurs. Il se classe également 17e des Hot R&B/Hip-Hop Digital Songs au magazine Billboard. En octobre 2012, Hopsin fait une apparition au BET Hip Hop Awards avec Schoolboy Q, Mac Miller et Mystikal,.
L'album d'Hopsin, Knock Madness, est publié le 26 novembre 2012, et est bien accueilli par la presse spécialisée. Il fait participer Dizzy Wright, SwizZz, Jarren Benton, et Tech N9ne. Il explique également que son album contient un message plus positif et est « mieux que l'album Detox de Dr. Dre. » Hopsin et les autres artistes du label Funk Volume se lancent dans une tournée de trois mois en 2012 avec 58 shows en 60 jours aux États-Unis, Europe, et en Australie.
En décembre 2012, Hopsin annonce sur Facebook et Twitter travailler sur un projet aux côtés de Travis Barker. En décembre, Travis Barker détaille qu'il s'agit d'un EP collaboratif. Le 24 janvier 2013, Funk Volume publie un clip vidéo avec tous ses artistes ; Hopsin, Dizzy Wright, SwiZzZ, Jarren Benton et DJ Hoppa pour une chanson intitulée Funk Volume 2013. Hopsin participe au festival Paid Dues de San Bernardino, en Californie. Le 18 juillet 2013, Hopsin publie Ill Mind Six: Old Friend sur YouTube. À la fin de la vidéo, une date de sortie pour Knock Madness est confirmée comme étant le 26 novembre 2013. Knock Madness est publié par Funk Volume et débute 76e du Billboard 200.

### Ill Mind of Hopsin 7etPound Syndrome(2014–2015)
Le 17 décembre 2014, Hopsin annonce sur sa page Facebook qu'il quitte l'industrie musicale et qu'il vend ses parts dans son label, Funk Volume. Il annonce également qu'il déménage en Australie. Il mentionne que le rap n'est simplement pas pour lui. Cependant, le 25 décembre de cette même année, il publie une vidéo sur Youtube où il montre que ce n'était qu'une farce, tout en révélant le nom de son futur album Pound Syndrome, qui sortira le 24 juillet 2015.

### Undercover Prodigy (depuis 2016)
Le 7 janvier 2016, Hopsin poste sur Instagram que Funk Volume est officiellement « mort ». Il explique que le cofondateur Dame Ritter « voulait trop en prendre le contrôle ». Lassé du manque de respect de son partenaire, Hopsin menace de quitter Funk Volume si Ritter ne part pas. Hopsin quitte le label quatre jours plus tard.
Le 8 mars 2016, Hopsin sort son nouveau titre Ill Mind of Hopsin 8 et règle ses comptes avec Dame Ritter. Il explique alors qu'il quitte officiellement Funk Volume. Le 20 avril 2016, il sort Bout The Business, chanson dans laquelle il déclare être « de retour aux affaires maintenant que j’ai réglé mes comptes » et que « Funk Volume a fait faillite mais Undercover Prodigy arrive. »

## Influences
Hopsin est contre toute forme de drogue et d'alcool, et critique la façon dont les artistes modernes promeuvent leur utilisation chez les jeunes. Dans la plupart de ses morceaux, comme dans Nocturnal Raimbows, il souligne le fait qu'il déteste les drogues en général. Il dit également qu'il veut être un artiste ayant une influence positive sur les personnes écoutant sa musique,. Hopsin est également reconnu pour ses punchlines et la qualité de son flow.

## Carrière d'acteur
En 2002, il interprète un rôle mineur dans la série télévisée Phénomène Raven, et en 2009, il fait une apparition dans la comédie musicale Fame, avec Kelsey Grammer.

## Discographie

### Albums studio
- 2009 : Gazing at the Moonlight
- 2010 : Raw
- 2013 : Knock Madness
- 2015 : Pound Syndrome
- 2017 : No Shame

### Mixtape
- 2009 : Haywire (avec SwizZz)

## Filmographie

### Cinéma
- 2001 : Le Grand Coup de Max Keeble (Max Keeble's Big Move) de Tim Hill
- 2009 : Fame

### Télévision
- 2001 : Phénomène Raven
- 2015 : Murder in the First